# Dichomeris parvisexafurca
Dichomeris parvisexafurca is een vlinder uit de familie van de tastermotten (Gelechiidae). De wetenschappelijke naam van de soort is voor het eerst geldig gepubliceerd in 2010 door H.H. Li, H. Zhen, & R.C. Kendrick.

## Type
- holotype: "male, 21.IX.2009. leg. H.H. Li et al. genitalia slide no. ZH09140"
- instituut: ICCLS, Tianjin, China
- typelocatie: "China, Nam Chung valley, 22°15'N, 114°06'E, Hong Kong, 35 m"